# Torbjørn Olavssøn Bratt
Torbjørn Olavssøn Bratt (cirka 1502 – 1548) var den første biskop over Trondhjem Stift i Trondheim, efter reformationen i 1537. Han besad bispesædet i 1546–1548.

## Opvækst
Torbjørn Bratt er født cirka i år 1502 i fiskelejet Andenes i Norge. Hans var er handelsmanden, og senere rådmand i Bergenm Olav Thorbjørnssøn Bratt. Moderens navn er ikke kendt. Torbjørn Bratts eneste bror, Jens Olavssøn Bratt (cirka 1505-1548), endte også med at spille en central rolle under reformationen.
Bratt-familien var en af de lavadelige familier som udgjorde resterne af Norges gamle aristokrati.
Torbjørn Bratt og hans yngre bror Jens fik begge en solid uddannelse takket være hjælp fra ærkebiskop Olav Engelbrektsson. Man har derfor gået ud fra at Torbjørn Bratt har haft sin skolegang i Trondheim. I kilderne dukker han første gang op i 1527 i Köln Universitets matrikel under navnet Torbanus Norvegiensis.

## De tidlige år
I Köln blev han venner med den kendte danske humanist, Christiern Morsing, og fulgtes efter sigende med ham, da han i 1530 vendte tilbage til København. Her må Torbjørn Bratt have fuldført sin magistergrad, da han senere kalder sig Magister Hafniensis. For en kort tid havde han en lærerstilling ved Københavns Universitet, før det i 1531 gik i opløsning på grund af reformationen. Han fik efterfølgende en stilling hos hertuge Hans den Ældre, kong Frederik 1.´s yngste søn.
Da Frederik 1. døde i 1533 var fremtiden usikker. Alle ventede at hertug Hans (det katolske partis kandidat) skulle blive valgt til ny konge på kommende herredag. Daværende magister Torbjørn Bratt regnede ikke med at rigsrådet ville lade ham beholde sin stilling og skrev derfor til ærkebiskoppen, at han ville søge en stilling i den nye konges kancelli, hvis ærkebiskoppen ikke havde andre planer med ham. Der mente han selv at han kunne være nyttig for både ærkebiskoppen og fædrelandet.
Den politiske udvikling i Danmark tog som kendt en anden retning end Torbjørn Bratt forudså i brevet til ærkebiskoppen. Etter den treårige Grevens Fejde stod den protestantiske hertug Christian (Christian 3.), hertug Hans' ældre halvbror, som sejrherre. Torbjørn Bratt forsvinder helt ud af historiens synsfelt i disse år og først efter ærkebiskop Olav Engelbrektssons flugt i maj (nogle kilder hævder april) 1537, dukker han op i Trondheim som kannik i domkapitelet.

## Indsættelse som biskop
I sommeren 1537 var der fuld forvirring omkring kannikerens fremtid. Domkapitlet udarbejde i januar 1538 et bønneskrift til kongen for at få klarlagt sin stilling. De havde altid rådet ærkebiskoppen til at hylde Christian 3. hedder det i brevet. Men så kom brevene fra det burgundiske hof og pfalzgreven, og fra det øjeblik blev domkapitlet sat udenfor for indflydelse.
Det var Torbjørn Bratt som blev udpeget til det utaknemmelige job at være sendebud, et arbejde han må have besiddet med kløgt og dygtighed. De brevkorrespondancer han bragte med tilbage, skabte afklaring for mange. Alle de friheder og rettigheder som den tidligere konge havde givet domkapitlet ved stadfæstet. Dog med det forbehold at kongen til enhver tid skulle bestemme præmisserne. Derved var kapitlets fornyede friheder egentlig en illusion.
Torbjørn Bratt overtog nu stillingen som kapitlets dekan, men det trak i langdrag før en gejstlig leder for stiftet blev udnævnt, og i januar 1542 dristede kapitlet sig til at foreslå Torbjørn Bratt til superintendent (en titel som erstattede biskop i 1536).
Kongen fandt imidlertid at “hans forstand ud i Guds Ord” ikke var god nok. Men i stedet for at underkende valget, sendte han magisteren til Wittenberg. Der blev han i over to år under reformatorenes personlige vejledning. Da han i april 1545 vendte tilbage til København, havde han anbefalinger med både fra Martin Luther og Johannes Bugenhagen. Dog havde kongen stadig ikke travlt med udnævnelsen. Torbjørn Bratt måtte igennem en prøve for de teologiske professorer, som fandt ham lærd og bekvem for et superintendent-embede.

## Biskop i Trondhjem 1546-1548
Den 6. januar 1546 blev Torbjørn Bratt udnævnt til superintendent. Hans titel blev; superintendent et decanus capituli. Han skulle forsætte som kapitlets dekan og beholde dekanatets indkomster, men blev tildelt Elgeseter klostergård som bolig.
Opgaven som ventede ham i Trondhjem var ganske stor. Knap en præst var fortrolig med de krav den nye gudstjeneste lagde op til. Torbjørn Bratt mente, at for at anskaffe præster som opfyldte kravene, måtte man begynde med en omdannelse af katedralskolen til en evangelisk præsteskole. På trods af stor iver udløste dette problemer på grund af manglende økonomiske midler. Han tog derfor til København under høsten i 1547 for at anmode om kongens hjælp. Han havde håbet på, at få overtalt kongen til at give de midler tilbage, som tidligere lå ind under Trondheims domkirke, og til at lade de fattige landskirker få det halve tiende tilbage.
I et brev, som Torbjørn Bratt sender til domkapitlet fra hans besøg i København d. 21. december 1547, kommer det til udtryk med stor skuffelse og bitterhed at kongen har givet ham den kolde skulde. Torbjørn Bratt mente ikke at han havde tid til at vente i København og havde bedt om tilladelse til at rejse. Han pålagde dog domkapitlet om ikke at slippe sagen og om af anskaffe beviser på dette med jordgodser og tiende. Han beder dem også om, at skrive til kongens kansler, Johan Friis, og bede om hans hjælp. Til sidst beder han dem understrege overfor kongen hvad der står på spil, hvis ikke skolen kommer i gang: "Det er at frygte at dette stift bliver hedensk inden for få år, hvilket vil blive svært for hans kongelige højhed at forsvare overfor Gud".
Torbjørn Bratt forlod herefter København for at rejse hjem til Trondhjem om vinteren. Han nåede dog ikke længere end Hedmark, hvor han døde af pest i en alder af cirka 45 år. Han blev begravet ved prædikestolen i Ringsaker kirke.

## Historiske kontroverser
Den historiske viden om Torbjørn Bratt er vag og fragmentarisk. De bevarede kilder giver et indtryk af en personlighed med stor engagement. Men hvorfor han tilsyneladende aldrig vant kongens tillid forbliver et mysterium. En mulighed kunne være hans forhold til den tidligere ærkebiskop i Trondhjem Stift, Olav Engelbrektsson. Andre muligheder kunne være, for kongen, udfordrende nationale holdninger eller andre karakteregenskaber.
Viden om hans familieforhold er også meget begrænsede. Men det formodes at han må have haft kone og børn, da "mester Torbjørns søn Oluf" blev begravet på domkirkegården i 1550. En anden Torbjørn Bratt bliver optaget i Trondhjems domkapitel i 1560. Han bliver dog aldrig omtalt med et patronym, men kan være søn af Torbjørn Olavssøn Bratt.